# Phrynobatrachus
Phrynobatrachus ist eine Gattung der Frösche. Sie ist die einzige Gattung innerhalb der Familie Phrynobatrachidae. Das Verbreitungsgebiet dieser Froschfamilie liegt in Afrika südlich der Sahara.

## Merkmale
Die Arten der Gattung Phrynobatrachus messen meist weniger als drei Zentimeter Kopf-Rumpf-Länge. Nur wenige Arten werden mehr als fünf Zentimeter lang. Sie sind sehr wendig und zeigen eine breite Variation an grünen und braunen Färbungen und Mustern, was eine morphologische Unterscheidung oft schwierig macht. Herpetologen sprechen in diesem Zusammenhang oft nur von den „kleinen braunen Fröschen“ (Little Brown Frogs).

## Verbreitung und Lebensraum
Diese Froschgattung kommt in nahezu allen Staaten Afrikas südlich der Sahara mit Ausnahme des südwestlichen Südafrika vor. Einige Arten sind in kleinen Gebieten endemisch, andere haben ein sehr großes Verbreitungsgebiet. Das hat zu der Hypothese geführt, dass es sich bei einigen dieser weit verbreiteten Arten in Wirklichkeit um Artenkomplexe aus verschiedenen einander ähnlichen Arten handelt.
Die Arten nutzen eine Reihe unterschiedlicher Habitate, die von der Savanne über Grasland bis zum Primärwald reichen.

## Lebensweise
Die Frösche der Familie Phrynobatrachidae produzieren Gelege mit sehr kleinen Eiern und legen diese an der Oberfläche von Pfützen und temporären Gewässern, die sich in der Regenzeit bilden, ab. Der Laich kann bei einigen Arten, beispielsweise bei Phrynobatrachus bibita auch an Blättern von Pflanzen befestigt werden, von denen die Kaulquappen aus geringer Höhe ins Wasser fallen. Bei einigen Arten, wie Phrynobatrachus sandersoni, bewachen die Weibchen die Gelege, bis die Larven geschlüpft sind. Die Kaulquappen ernähren sich exotroph, das bedeutet, dass sie auf externe Nahrungsaufnahme angewiesen sind und sich nicht allein aus dem Dottervorrat des Eis bis zur Metamorphose versorgen können.

## Systematik und Taxonomie
Während noch im Jahr 2005 die Phrynobatrachidae als Unterfamilie Phrynobatrachinae der Familie Echten Frösche (Ranidae) angesehen worden waren, wurden im Jahr 2006 in einer umfangreichen Studie von Darrel Frost und Anderen fast alle Unterfamilien der Ranidae zu eigenen Familien erhoben. Die Schwestergruppe der Phrynobatrachidae besteht aus den Familien der Petropedetidae und der Afrikanischen Ochsenfrösche (Pyxicephalidae), die ebenfalls früher als Unterfamilien zu den Echten Fröschen gezählt wurden.

### Arten
Die zahlreichen Arten der Gattung Phrynobatrachus sind überall in Afrika häufig anzutreffen. Die Gattung umfasst 96 Arten in mehreren molekulargenetisch unterscheidbaren Kladen:
Stand: 16. April 2025
- Phrynobatrachus acridoides (Cope, 1867)
- Phrynobatrachus acutirostris Nieden, 1912
- Phrynobatrachus afiabirago Ofori-Boateng, Leaché, Obeng-Kankam, Kouamé, Hillers & Rödel, 2018[9]
- Phrynobatrachus africanus (Hallowell, 1858)
- Phrynobatrachus albomarginatus De Witte, 1933
- Phrynobatrachus alleni Parker, 1936
- Phrynobatrachus ambanguluensis Greenwood, Loader, Lawson, Greenbaum & Zimkus, 2020[10]
- Phrynobatrachus amieti Nečas, Dolinay, Zimkus & Gvoždík, 2021[11]
- Phrynobatrachus annulatus Perret, 1966
- Phrynobatrachus anotis Schmidt & Inger, 1959
- Phrynobatrachus arcanus Gvoždík, Nečas, Dolinay, Zimkus, Schmitz & Fokam, 2020[12]
- Phrynobatrachus asper Laurent, 1951
- Phrynobatrachus auritus Boulenger, 1900
- Phrynobatrachus batesii (Boulenger, 1906)
- Phrynobatrachus bequaerti (Barbour & Loveridge, 1929)
- Phrynobatrachus bibita Goutte, Reyes-Velasco & Boissinot, 2019[3]
- Phrynobatrachus breviceps Pickersgill, 2007
- Phrynobatrachus brevipalmatus (Ahl, 1925)
- Phrynobatrachus brongersmai Parker, 1936
- Phrynobatrachus bullans Crutsinger, Pickersgill, Channing & Moyer, 2004
- Phrynobatrachus calcaratus (Peters, 1863)
- Phrynobatrachus chukuchuku Zimkus, 2009
- Phrynobatrachus congicus (Ahl, 1925)
- Phrynobatrachus cornutus (Boulenger, 1906)
- Phrynobatrachus cricogaster Perret, 1957
- Phrynobatrachus cryptotis Schmidt & Inger, 1959
- Phrynobatrachus dalcqi Laurent, 1952
- Phrynobatrachus danko Blackburn, 2010
- Phrynobatrachus dendrobates (Boulenger, 1919)
- Phrynobatrachus discogularis Pickersgill, Zimkus & Raw, 2017[13]
- Phrynobatrachus dispar (Peters, 1870)
- Phrynobatrachus elberti (Ahl, 1925)
- Phrynobatrachus francisci Boulenger, 1912
- Phrynobatrachus fraterculus (Chabanaud, 1921)
- Phrynobatrachus gastoni Barbour & Loveridge, 1928
- Phrynobatrachus ghanensis Schiøtz, 1964
- Phrynobatrachus giorgii De Witte, 1921
- Phrynobatrachus graueri (Nieden, 1911)
- Phrynobatrachus guineensis Guibé & Lamotte, 1962
- Phrynobatrachus gutturosus (Chabanaud, 1921)
- Phrynobatrachus hieroglyphicus Rödel, Ohler & Hillers, 2010
- Phrynobatrachus horsti  Rödel, Burger, Zassi-Boufou, Emmrich, Penner & Barej, 2015
- Phrynobatrachus hylaios  Perret, 1959
- Phrynobatrachus inexpectatus Largen, 2001
- Phrynobatrachus intermedius Rödel, Ofori-Boateng, Penner & Hillers, 2009
- Phrynobatrachus irangi Drewes & Perret, 2000
- Phrynobatrachus jimzimkusi Zimkus, Gvoždík & Gonwouo, 2013
- Phrynobatrachus kakamikro Schick, Zimkus, Channing, Köhler & Lötters, 2010
- Phrynobatrachus keniensis Barbour & Loveridge, 1928
- Phrynobatrachus kinangopensis Angel, 1924
- Phrynobatrachus krefftii Boulenger, 1909
- Phrynobatrachus latifrons Ahl, 1924
- Phrynobatrachus leveleve Uyeda, Drewes & Zimkus, 2007
- Phrynobatrachus liberiensis Barbour & Loveridge, 1927
- Phrynobatrachus mababiensis FitzSimons, 1932
- Phrynobatrachus maculiventris Guibé & Lamotte, 1958
- Phrynobatrachus manengoubensis (Angel, 1940)
- Phrynobatrachus mayokoensis Rödel, Burger, Zassi-Boulou, Emmrich, Penner & Barej, 2015
- Phrynobatrachus mbabo Gvoždík, Nečas, Dolinay, Zimkus, Schmitz & Fokam, 2020[12]
- Phrynobatrachus minutus (Boulenger, 1895)
- Phrynobatrachus nanus (Ahl, 1925)
- Phrynobatrachus natalensis (Smith, 1849)
- Phrynobatrachus njiomock Zimkus & Gvoždík, 2013
- Phrynobatrachus ogoensis (Boulenger, 1906)
- Phrynobatrachus pakenhami Loveridge, 1941
- Phrynobatrachus pallidus Pickersgill, 2007
- Phrynobatrachus parkeri De Witte, 1933
- Phrynobatrachus parvulus (Boulenger, 1905)
- Phrynobatrachus perpalmatus Boulenger, 1898
- Phrynobatrachus petropedetoidesAhl, 1924
- Phrynobatrachus phyllophilus Rödel & Ernst, 2002
- Phrynobatrachus pintoi Hillers, Zimkus & Rödel, 2008
- Phrynobatrachus plicatus (Günther, 1858)
- Phrynobatrachus pygmaeus (Ahl, 1925)
- Phrynobatrachus rainerguentheri Rödel, Onadeko, Barej & Sandberger, 2012
- Phrynobatrachus rillingi Malonza, 2023[14]
- Phrynobatrachus rouxi (Nieden, 1912)
- Phrynobatrachus rungwensis (Loveridge, 1932)
- Phrynobatrachus ruthbeateae Rödel, Doherty-Bone, Kouete, Janzen, Garrett, Browne, Gonwouo, Barej & Sandberger, 2012
- Phrynobatrachus sandersoni (Parker, 1935)
- Phrynobatrachus scapularis (De Witte, 1933)
- Phrynobatrachus scheffleri (Nieden, 1911)
- Phrynobatrachus schioetzi Blackburn & Rödel, 2011
- Phrynobatrachus steindachneri Nieden, 1910
- Phrynobatrachus sternfeldi (Ahl, 1924)
- Phrynobatrachus stewartae Poynton & Broadley, 1985
- Phrynobatrachus sulfureogularis Laurent, 1951
- Phrynobatrachus taiensis Perret, 1988
- Phrynobatrachus tanoeensis Kpan, Kouamé, Barej, Adeba, Emmrich, Boateng & Rödel, 2018
- Phrynobatrachus tokba (Chabanaud, 1921)
- Phrynobatrachus ukingensis (Loveridge, 1932)
- Phrynobatrachus ungujae Pickersgill, 2007
- Phrynobatrachus uzungwensis Grandison & Howell, 1983
- Phrynobatrachus versicolor Ahl, 1924
- Phrynobatrachus villiersi Guibé, 1959
- Phrynobatrachus werneri (Nieden, 1910)

Die taxonomischen Stellungen von Phrynobatrachus accraensis und Phrynobatrachus vogti sind umstritten und werden mit Phrynobatrachus latifrons synonymisiert.
Phrynobatrachus albifer (Ahl, 1924) wurde mit Phrynobatrachus scheffleri (Nieden, 1911) synonymisiert.